# Ramesh Sangha
Rameshwer Singh Sangha (née le 6 juin 1945) est un homme politique canadien. Il siège depuis 2015 à la Chambre des communes du Canada en tant que député de la circonscription de Brampton-Centre en Ontario au Canada. 

## Biographie
En 2015, il remporte le siège de la circonscription de Brampton-Centre en Ontario au Canada,.
Le 25 janvier 2021, il est expulsé du caucus libéral à la suite d'accusation infondées envers plusieurs collègues du Parti libéral du Canada, alléguant qu'ils soutiennent le mouvement en faveur du Khalistan. Il siège depuis comme indépendant,,.